# 第2次ギラード内閣
第2次ギラード内閣（だいにじギラードないかく、英: Second Gillard Ministry）は、2010年9月15日に成立したジュリア・ギラード（労働党）によるオーストラリアの内閣である。2010年の総選挙後に総督クエンティン・ブライスによりギラードが首相に任命され、第1次内閣を引き継いで組閣された。
2013年3月25日に内閣改造が行われた。
同年6月26日に、労働党の党首選が行われ、元首相ケビン・ラッドが再び党首に選出され、ギラードは6月27日に首相を辞任し、第2次ラッド内閣に引き継がれた。

## 閣内大臣
| 氏名                                                 | 役職                                                                                    | 備考 |
| ---------------------------------------------------- | --------------------------------------------------------------------------------------- | ---- |
| ジュリア・ギラード Julia Gillard 下院議員            | - 首相 - オーストラリア労働党党首                                                       |      |
| ウェイン・スワン Wayne Swan 上院議員                 | - 副首相 - 財務大臣                                                                     |      |
| スティーブン・コンロイ Stephen Conroy 上院議員       | - ブロードバンド・通信・デジタル経済大臣 - デジタル生産担当首相補佐大臣 - 上院院内総務  |      |
| ペニー・ウォン Penny Wong 上院議員                   | - 財政・規制緩和大臣 - 上院副院内総務                                                   |      |
| スティーブン・スミス Stephen Smith 下院議員          | - 国防大臣 - 下院副院内総務                                                             |      |
| アンソニー・アルバニージー Anthony Albanese 下院議員 | - インフラ・運輸大臣 - 地域開発・地方行政大臣 - 下院院内総務                            |      |
| マーク・ドレイフィス Mark Dreyfus 下院議員           | - 司法長官 - 非常事態管理大臣 - 特別国務大臣 - 公共事業・清廉大臣                       |      |
| ジェニー・マックリン Jenny Macklin 下院議員          | - 家族・社会奉仕活動・先住民大臣 - 障害者改革大臣                                       |      |
| ボブ・カー Bob Carr 上院議員                         | - 外務大臣                                                                              |      |
| トニー・バーク Tony Burke 下院議員                   | - 持続可能性・環境・水・人口・共同体大臣 - 芸術大臣 - 執行評議会副議長                  |      |
| ピーター・ギャレット Peter Garrett 下院議員          | - 学校教育・幼児・青年大臣                                                              |      |
| ジョー・ラドウィグ Joe Ludwig 上院議員               | - 農業・漁業・林業大臣 - クイーンズランド洪水復興担当司法長官補佐大臣                   |      |
| クレイグ・エマーソン Craig Emerson 下院議員          | - 貿易・競争力大臣 - 高等教育・技能・科学・研究大臣 - アジアの世紀政策担当首相補佐大臣  |      |
| グレッグ・コンベー Greg Combet 下院議員              | - 気候変動・産業・イノベーション大臣                                                    |      |
| タニヤ・プリバーセック Tanya Plibersek 下院議員      | - 保健大臣                                                                              |      |
| ブレンダン・オコナー Brendan O'Connor 下院議員       | - 移民・市民権大臣                                                                      |      |
| ビル・ショートン Bill Shorten 下院議員               | - 雇用・職場関係大臣 - 金融サービス・老齢退職手当大臣                                   |      |
| マーク・バトラー Mark Butler 下院議員                | - 精神衛生・高齢者大臣 - 社会包括大臣 - 精神衛生担当首相補佐大臣 - 住宅・ホームレス大臣 |      |
| ジェーソン・クレア Jason Clare 下院議員              | - 内務大臣 - 法務大臣 - 内閣官房長官                                                    |      |
| ゲイリー・グレイ Gary Gray 下院議員                  | - 資源・エネルギー大臣 - 観光大臣 - 小規模企業大臣                                      |      |

## 閣外大臣
| 氏名                                                 | 役職                                                                               |
| ---------------------------------------------------- | ---------------------------------------------------------------------------------- |
| ジャン・マックルーカス Jan McLucas 上院議員          | - 福祉事業大臣                                                                     |
| ケイト・エリス Kate Ellis 下院議員                   | - 幼児・保育大臣 - 雇用参加大臣                                                    |
| ウォーレン・スノードン Warren Snowdon 下院議員       | - 退役軍人大臣 - 国防科学・兵員大臣 - 先住民保健大臣 - ANZAC百年祭担当首相補佐大臣 |
| ジュリィ・コリンズ Julie Collins 下院議員            | - 社会奉仕活動大臣 - 先住民雇用・経済開発大臣 - 女性の地位大臣                     |
| デイヴィッド・ブラッドバリー David Bradbury 下院議員 | - 財務大臣補佐 - 規制緩和補佐大臣                                                  |
| ケイト・ルンディー Kate Lundy 上院議員               | - スポーツ大臣 - 多文化大臣 - 産業・イノベーション大臣補佐大臣                     |
| マイク・ケリー Mike Kelly 下院議員                   | - 国防施設大臣                                                                     |
| ドン・ファレル Don Farrell 上院議員                  | - 科学・研究補佐大臣 - 観光補佐大臣                                                |
| シャロン・バード Sharon Bird 下院議員                | - 高等教育・技能大臣                                                               |
| キャサリン・キング Catherine King 下院議員           | - 地域サービス・地方共同体・領土大臣 - 道路安全大臣                                |